# Xenomyia azurescens
Xenomyia azurescens är en tvåvingeart som beskrevs av Fritz Isidore van Emden 1951. Xenomyia azurescens ingår i släktet Xenomyia och familjen husflugor.
Artens utbredningsområde är Uganda. Inga underarter finns listade i Catalogue of Life.